# Локхарт, Джин
Юджин (Джин) Локхарт (англ. Eugene "Gene" Lockhart, 18 июля 1891 — 31 марта 1957) — канадский актёр, певец и драматург. Снялся в более чем 300 фильмах. Он также автор стихов для многих популярных песен.

## Биография
Локхарт дебютировал в возрасте шести лет, когда начал выступать с музыкальным коллективом «Kilties Band of Canada». В возрасте 15 лет он появлялся в скетчах с актрисой Беатрис Лилли. Локкарт получил образование в различных канадских школах и в школе «Brompton Oratory» в Лондоне, Англия. Он также играл в футбол за команду Торонто Аргонавтс.
У Локхарта была долгая карьера на сцене, он также преподавал актёрское мастерство и сценическую технику в Джульярдской школе музыки в Нью-Йорке. Он писал театральные эскизы, радиошоу, тексты песен, статьи для сцены и радиожурналов.
Дебютировал на Бродвее в 1916 году в мюзикле «Девушка Ривьеры». Он был членом путешествия игру Пьеро игроков (для которого он написал книгу и тексты). Эта пьеса начиналась песней «The World Is Waiting for the Sunrise», для которой Локхарт написал текст вместе с канадским композитором Эрнестом Зайцем. (Песня в 1950-х годах стала популярной благодаря Лесу Полу и Мэри Форд). Кроме того, он написал и поставил бродвейский мюзикл ревю «Двухъярусная» 1926 года. Он также пел в «Летучей мыши» для Оперы Сан-Франциско ассоциации.
Локхарта в основном помнят по его работам в кино. Он дебютировал в кино в 1922 году в роли Ректора в немом фильме «Нежная улыбка». Дебют в звуковом кино был лишь в 1934 года в фильме «С вашего позволения», где он сыграл плейбоя Скитса. Он часто играл злодеев, в том числе роли предательской информатора Региса в «Алжире», американский ремейк Пепе ле Моко, которая принесла ему номинация на премию Оскар для актёр второго плана. Он также играл Жоржа Тремуя, главного советника дофина, в знаменитом фильме 1948 года «Жанна д’Арк» с Ингрид Бергман. Чаще всего он играл второстепенные роли хороших парней, включая Боба Крэтчита в «Рождественская история» и судьи в «Чудо на 34-й улице». Он также запомнился в роли Starkeeper в экранизации мюзикла Ричард Роджерс и Оскара Хаммерстайна «Карусель» (1956). Играл неуклюжего шерифа в фильме «Его девушка Пятница» вместе с Кэри Грантом и Розалинд Расселл. Он также появился в фильме «Морской волк» (1941), по роману Джека Лондона в роли врача корабля. Последний раз снялся в кино в 1957 году в фильме «Джинн Иглс».
На Бродвее Локхарт появился в роли дядя Сида в единственной комедии Юджина О’Нила «Ah, Wilderness!», и сменил Ли Кобба в роли Вилли Ломана в постановке пьесы Смерть коммивояжёра.
Умер от коронарного тромбоза в возрасте 65 лет в Санта-Монике, штат Калифорния. Похоронен рядом с женой на кладбище Святого Креста в Калвер-Сити.

## Семья
Локхарт был женат на Кэтлин Локхарт, отец Джун Локхарт и дед Анны Локхарт.

## Признание
Его вклад в развитие американской киноиндустрии отмечен двумя звёздами на Голливудской «Аллее славы», на Голливудском бульваре 6307 — за вклад в киноиндустрию, на Голливудском бульваре 6681 — за вклад в телевидение.

## Избранная фильмография
| Год  |   | Русское название                     | Оригинальное название              | Роль                         |
| ---- | - | ------------------------------------ | ---------------------------------- | ---------------------------- |
| 1922 | ф | Нежная улыбка                        | Smilin' Through                    |                              |
| 1934 | ф | С вашего позволения                  | By Your Leave                      |                              |
| 1935 | ф | Преступление и наказание             | Crime and Punishment               |                              |
| 1936 | ф |                                      | Times Square Playboy               |                              |
| 1936 | ф | Дьявол в юбке                        | The Devil is a Sissy               |                              |
| 1937 | ф | Слишком много жен                    | Too Many Wives                     |                              |
| 1937 | ф |                                      | Something to Sing About            |                              |
| 1938 | ф | Алжир                                | Algiers                            |                              |
| 1938 | ф | Рождественская история               | A Christmas Carol                  | Боб Крэтчит                  |
| 1938 | ф |                                      | Blondie                            |                              |
| 1938 | ф | Влюбленные                           | Sweethearts                        |                              |
| 1939 | ф |                                      | Geronimo                           |                              |
| 1939 | ф | Я из Миссури                         | I'm from Missouri                  | Порги Роу                    |
| 1939 | ф | История Александра Белла             | The Story of Alexander Graham Bell |                              |
| 1940 | ф | Почта от Рейтера!                    | A Dispatch from Reuter’s           |                              |
| 1940 | ф | Зрелость Эдисона                     | Edison, The Man                    |                              |
| 1940 | ф | Его девушка Пятница                  | His Girl Friday                    | шериф Питер (Пинки) Хартвелл |
| 1940 | ф |                                      | Abe Lincoln in Illinois            |                              |
| 1941 | ф | Познакомьтесь с Джоном Доу           | Meet John Doe                      |                              |
| 1941 | ф | Билли Кид                            | Billy the Kid                      |                              |
| 1941 | ф | Дьявол и Дэниэл Уэбстер              | The Devil and Daniel Webster       |                              |
| 1941 | ф |                                      | International Lady                 |                              |
| 1941 | ф | Они умерли на своих постах           | They Died with Their Boots On      | Сэмюель Бейкон               |
| 1941 | ф | Одной ногой в раю                    | One Foot in Heaven                 |                              |
| 1941 | ф | Морской волк                         | The Sea Wolf                       | Прескотт                     |
| 1942 | ф |                                      | The Gay Sisters                    |                              |
| 1943 | ф | Северная погоня                      | Northern Pursuit                   | Эрнст                        |
| 1943 | ф | Песня пустыни                        | The Desert Song                    |                              |
| 1943 | ф | Миссия в Москву                      | Mission to Moscow                  | Вячеслав Молотов             |
| 1943 | ф | Палачи тоже умирают!                 | Hangmen Also Die                   |                              |
| 1944 | ф | Человек из Фриско                    | Man from Frisco                    |                              |
| 1944 | ф | Идти своим путём                     | Going My Way                       | сэр Тед Гейнс                |
| 1945 | ф | Дом на 92-й улице                    | The House on 92nd Street           | Чарльз Огден Роупер          |
| 1945 | ф | Бог ей судья                         | Leave Her to Heaven                | доктор Сондерс               |
| 1946 | ф | Скандал в Париже                     | A Scandal in Paris                 |                              |
| 1946 | ф | Странная женщина                     | The Strange Woman                  | Исайя Постер                 |
| 1947 | ф | Чудо на 34-й улице                   | Miracle on 34th Street             | судья Генри Харпер           |
| 1947 | ф | Скандальная мисс Пилгрим             | The Shocking Miss Pilgrim          |                              |
| 1948 | ф | Жанна д’Арк                          | Joan of Arc                        | Жорж Тремуй                  |
| 1948 | ф | Квартира для Пегги                   | Apartment for Peggy                |                              |
| 1948 | ф | Я, Джейн Доу                         | I, Jane Doe                        | Арнольд Мэтсон               |
| 1949 | ф | Мадам Бовари                         | Madame Bovary                      |                              |
| 1949 | ф | Ревизор                              | The Inspector General              | мэр города                   |
| 1949 | ф | Красный свет                         | Red Light                          | Уорни Хазард                 |
| 1950 | ф |                                      | The Big Hangover                   |                              |
| 1951 | ф | Я бы подняться на самую высокую гору | I'd Climb the Highest Mountain     |                              |
| 1951 | ф | Леди из Техаса                       | The Lady from Texas                |                              |
| 1952 | ф | Андрокл и лев                        | Androcles and the Lion             | смотритель зверинца          |
| 1952 | ф | Девушка в каждом порту               | A Girl in Every Port               |                              |
| 1952 | ф |                                      | Hoodlum Empire                     |                              |
| 1952 | ф |                                      | Bonzo Goes to College              |                              |
| 1953 | ф |                                      | Down Among the Sheltering Palms    |                              |
| 1953 | ф |                                      | Francis Covers the Big Town        |                              |
| 1954 | ф |                                      | World for Ransom                   |                              |
| 1955 | ф |                                      | The Vanishing American             |                              |
| 1956 | ф | Карусель                             | Carousel                           |                              |
| 1956 | ф | Человек в сером фланелевом костюме   | The Man in the Gray Flannel Suit   | Билл Хоторн                  |
| 1957 | ф | Джинн Иглс                           | Jeanne Eagels                      |                              |